# عبدالقادر بلحسن
عبدالقادر بلحسن (انگلیسی: Abdelkader Ben Hassen؛ زادهٔ ۲۴ سپتامبر ۱۹۶۹) بازیکن فوتبال اهل تونس است.
از باشگاه‌هایی که در آن بازی کرده‌است می‌توان به باشگاه فوتبال اسپرانس تونس اشاره کرد.
وی همچنین در تیم ملی فوتبال تونس بازی کرده‌است.